# Nong Khaem
Nong Khaem (en tailandés:หนองแขม) es uno de los 50 distritos de Bangkok (khet) en Tailandia. Está rodeado por otros distritos de la capital (en el sentido de las agujas del reloj): Thawi Watthana, Bang Khae, Bang Bon, el amphoe de Krathum Baen de la  provincia de Samut Sakhon y los amphoe de Sam Phran y Phutthamonthon de la provincia de Nakhon Pathom.

## Historia
El nombre proviene de Nong, que significa «humedal» y Khaem «caña». Con anterioridad fue el amphoe Nong Khaem. En 1938 se convirtió en un King Amphoe del Amphoe Phasi Charoen durante 20 años, hasta que de nuevo fue elevado al rango de amphoe. Se convirtió en khet durante la reforma administrativa de Bangkok en 1972. En 1998, una parte del mismo se integró en Bang Khae.

## Administración
El distrito se divide en dos subdistritos (kwaeng):
| 1. | Nong Khaem      | หนองแขม   |  |
| 2. | Nong Khang Phlu | หนองค้างพลู |  |